# Village préhistorique de Fontbouisse
Le village préhistorique de Fontbouisse est un site préhistorique situé à Villevieille, dans le département du Gard et la région Languedoc-Roussillon. Il a donné son nom à la culture néolithique dite de Fontbouisse.

## Protection
Ce site fait l’objet d’un classement au titre des monuments historiques depuis le 4 juillet 1979.